# Rita Süssmuth

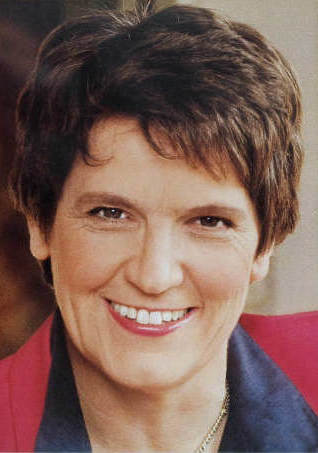
Rita Süssmuth w czasie pełnienia funkcji przewodniczącej Bundestagu

Rita Süssmuth z domu Kickuth (ur. 17 lutego 1937 w Wuppertalu) – niemiecka polityk, pedagog i nauczyciel akademicki, w latach 1985–1988 minister zdrowia, w latach 1988–1998 przewodnicząca Bundestagu.

## Życiorys

### Wykształcenie i działalność naukowa
W 1956 zdała maturę w gimnazjum w Rheine. Następnie studiowała w romanistykę i historię na uczelniach w Münster, Tybindze i Paryżu. Studia ukończyła w 1961. W 1964 obroniła doktorat po podyplomowych studiach pedagogicznych, socjologicznych i psychologicznych odbytych na Westfalskim Uniwersytecie Wilhelma. Od 1963 do 1966 była asystentką naukową, a następnie docentem w Pädagogische Hochschule Ruhr. W 1971 została mianowana profesorem pedagogiki na tej uczelni. W latach 1969–1982 prowadziła wykłady z pedagogiki na Uniwersytecie Ruhry w Bochum. Od 1982 do 1985 była dyrektorem instytutu naukowego „Frau und Gesellschaft” w Hanowerze. Udzielała się też na Uniwersytecie w Getyndze. Jest autorką licznych publikacji o tematyce społecznej.

### Działalność polityczna i społeczna
W 1981 wstąpiła do Unii Chrześcijańsko-Demokratycznej. W 1983 została przewodniczącą partyjnej instytucji ds. polityki rodzinnej. Od 1986 do 2001 była przewodniczącą Frauen-Union, chadeckiej organizacji kobiecej. W latach 1987–1998 zasiadała w prezydium CDU.
26 września 1985 została powołana na ministra do spraw młodzieży, rodziny i zdrowia (od 6 czerwca 1986 również do spraw kobiet) w rządzie Helmuta Kohla. Funkcję tę pełniła do 25 listopada 1988, kiedy to została wybrana na przewodniczącą Bundestagu. W skład niższej izby niemieckiego parlamentu wchodziła w latach 1987–2002, a kierowała nią do 26 października 1998.
Działaczka w walce z AIDS, związana m.in. z UNAIDS.

## Odznaczenia i wyróżnienia

### Ordery i odznaczenia
- Krzyż Wielki Orderu Zasługi Republiki Federalnej Niemiec (1990)
- Krzyż Wielki Orderu Infanta Henryka (1998)
- Krzyż Komandorski z Gwiazdą Orderu Zasługi Rzeczypospolitej Polskiej (2003)[2]
- Order Zasługi Nadrenii Północnej-Westfalii (2011)[3]

### Doktoraty honoris causa
- 1988 – Hochschule Hildesheim
- 1990 – Ruhr-Universität Bochum
- 1994 – Uniwersytet Wielkotyrnowski im. Świętych Cyryla i Metodego (Bułgaria)
- 1998 – Johns Hopkins University (Stany Zjednoczone)
- 1998 – Uniwersytet Ben Guriona (Izrael)
- 2000 – Uniwersytet w Augsburgu
- 2018 – Uniwersytet Rzeszowski (Polska)[4]

### Pozostałe
- Medal „Zasłużony dla Tolerancji” (1999)
- Magnus-Hirschfeld-Medaille (2006)[5]
- Nagroda Viadriny (2008)[6]
- Nagroda Polonicus (2018)[7]

## Życie prywatne
Była zamężna z profesorem i historykiem Hansem Süssmuthem; ma córkę Claudię.